# Janet Lynn
Janet Lynn Nowicki (* 6. April 1953 in Chicago, Illinois) ist eine ehemalige US-amerikanische Eiskunstläuferin, die im Einzellauf startete.

## Leben
Janet Lynn begann schon sehr früh mit dem Eiskunstlaufen. Ihre Eltern hatten sie dazu ermutigt, um ihr zu helfen, ihre Schüchternheit loszuwerden. Allerdings liebte sie das Eiskunstlaufen, weil sie sich dort ausdrücken konnte, ohne reden zu müssen. Ihre erste gemeinsame Eislaufvorstellung mit anderen Kindern hatte sie im Alter von vier Jahren im Chicago Stadium. Mit acht Jahren lebte sie teilweise weg von zu Hause in der Nähe ihrer Trainerin Slavka Kohout, die in Rockton tätig war. Lynns Familie zog später von Chicago in den Vorort Evergreen Park, um näher am Trainingszentrum zu sein. Lynn entschied sich, ihren Nachnamen Nowicki zu streichen und nur unter ihrem Mittelnamen Lynn zu laufen, da ihr Nachname ständig falsch geschrieben und ausgesprochen wurde.
1966 gewann sie die nationale Juniorenmeisterschaft und zeigte dort schon ihr Sprungtalent, indem sie einen dreifachen Salchow stand, der zu dieser Zeit selten von Eiskunstläuferinnen gezeigt werden konnte. Bei den Senioren sollte sie später eine der ersten Frauen sein, die einen dreifachen Toeloop im Programm hatten.
Bei ihren ersten nationalen Meisterschaften wurde Lynn 1967 Vierte und 1968 schließlich Dritte, was für die erst Vierzehnjährige die Qualifikation für die Olympischen Spiele in Grenoble bedeutete. Dort belegte sie den neunten Platz. Es war ihr erster internationaler Wettbewerb. Es folgte ihre erste Weltmeisterschaft, bei der sie ebenfalls Neunte wurde. 1969 wurde sie zum ersten Mal nationale Meisterin. Trotz der verletzungsbedingten Abwesenheit der Kanadierin Karen Magnussen und der Tschechoslowakin Hana Mašková kam sie bei der Weltmeisterschaft jedoch nicht über den fünften Platz hinaus, noch hinter der Zweitplatzierten bei den US-Meisterschaften, Julie Lynn Holmes.
Die Weltmeisterschaften blieben ein Problem für sie. 1970 in Ljubljana wurde sie trotz zweitbester Kür Sechste, wobei ihre Landsfrau Holmes, die sie bei den nationalen Meisterschaften noch klar im Griff gehabt hatte, die Bronzemedaille gewann. Gaby Seyfert aus der DDR gewann vor der Österreicherin Beatrix Schuba. Lynns Hauptproblem war ihre Inkonstanz in den Pflichtfiguren, was sie mit der Kür ausgleichen musste. Das war zu dieser Zeit sehr schwer, da die Pflichtfiguren eine viel höhere Gewichtung im Endresultat hatten als die Kür. Lynn versuchte sich in den Pflichtfiguren zu verbessern und begann eine Zusammenarbeit mit dem in New York trainierenden ehemaligen französischen Doppelolympiasieger im Paarlauf, Pierre Brunet, der als Trainer schon große Erfolge mit Carol Heiss und Donald Jackson erzielt hatte. Bei der Weltmeisterschaft 1971 in Lyon rangierte sie nach den Pflichtfiguren auf dem fünften Platz, wobei Schuba wie erwartet vor Lynns Landsfrau Holmes führte. Der erste Platz in der Kür half Lynn jedoch nicht, sich noch auf einen Medaillenrang vorzuarbeiten. Sie wurde Vierte. Schuba gewann trotz siebtbester Kür vor Holmes, die die fünftbeste Kür gezeigt hatte. Die Kanadierin Magnussen gewann Bronze. Das Publikum aber feierte Lynn mehr als die Medaillengewinnerinnen.
Im olympischen Jahr 1972 schlug Lynn Holmes zum vierten Mal in Folge bei den nationalen Meisterschaften. Bei den Olympischen Spielen in Sapporo rangierte Lynn nach den Pflichtfiguren auf dem vierten Platz und gewann die Kür. Damit sicherte sie sich die Bronzemedaille hinter Schuba und Magnussen, aber vor Holmes. Bei der Weltmeisterschaft in Calgary wiederholte sich diese Rangfolge, obwohl Schuba nur die neuntbeste Kür zeigte und Lynn vor ihrem Kürsieg auf dem dritten Platz gelegen hatte.
Zu dieser Zeit kämpfte Lynn mit Gewichtsproblemen und Motivationsproblemen aufgrund ihrer für sie unbefriedigenden internationalen Ergebnisse. Doch als tiefgläubige Christin hatte sie immer die Auffassung, dass sie das Talent, welches Gott ihr gegeben habe, auch nutzen müsse. So machte sie weiter und gewann 1973 ihren fünften nationalen Titel in Folge. Nachdem das Kurzprogramm eingeführt worden war und Schuba zurückgetreten war, sah es so aus, als könnte nur noch Magnussen Lynn gefährden.
Bei der Weltmeisterschaft in Bratislava zeigte sie dann auch die beste Leistung ihrer Karriere bei den Pflichtfiguren und wurde dort Zweite. Allerdings stürzte sie zweimal im neu eingeführten Kurzprogramm – wo ein Sieg von ihr erwartet worden war – und platzierte sich dort nur als 12. Die Kür gewann sie aber und wurde Vize-Weltmeisterin hinter Magnussen. Dies markierte das Ende von Lynns Amateurkarriere.
Der Kontrast zwischen Janet Lynn und Beatrix Schuba war einer der Gründe, warum die Internationale Eislaufunion den Wert der Pflichtfiguren verringerte, indem sie das Kurzprogramm einführte. Das Laufen von Pflichtfiguren wurde kaum im Fernsehen übertragen, war dafür auch sehr ungeeignet und für Laien schwer nachvollziehbar. Daher waren viele Zuschauer irritiert und ärgerlich, wenn überlegene Kürläuferinnen wie Lynn im Endergebnis keine Chance gegen durchschnittliche Kürläuferinnen wie Schuba hatten.
Neben ihrem Sprungtalent ist Lynn vor allem in Erinnerung wegen ihres anmutigen und leichtfüßigen Laufstils, des Einsatzes ihres ganzen Körpers, um der Musik, zu der sie lief, Ausdruck zu verleihen sowie für die Integration von Sprüngen in ihre Choreographie. Für viele gilt Lynn als beste Läuferin der Geschichte, ohne je eine Goldmedaille bei Weltmeisterschaften und Olympischen Spielen gewonnen zu haben.
Auch nach dem Ende ihrer Amateurkarriere blieb ihre Popularität so groß, dass die Eisrevue Ice Follies ihr einen Dreijahresvertrag von fast anderthalb Millionen Dollar anbot, der sie zur höchstbezahlten Profisportlerin ihrer Zeit machte. Ihre Präsenz bei Ice Follies wertete diese Eisrevue gegenüber der bekannteren Ice Capades auf. 1973 gab sie das autobiografische Buch Peace and Love heraus, in dem sie über ihr Leben, das Eiskunstlaufen und ihren Glauben spricht. 1974 wurde Lynn Profiweltmeisterin in einem Turnier, das von Richard Button ins Leben gerufen worden war. Nach zwei Jahren war Lynns Profikarriere schon beendet, da sie Probleme mit einem allergiebezogenen Asthma hatte, das sich in der Luft von Eisstadien verschlimmerte. 1975 beendete sie deswegen ihre Eiskunstlaufkarriere und gründete eine Familie.
In den frühen achtziger Jahren jedoch, als ihr Asthma wieder unter Kontrolle war, kehrte sie zurück und lief noch einige Jahre weiter. Sie trat wieder in Buttons Wettbewerben in Erscheinung und lief gemeinsam mit John Curry in dessen für das Fernsehen produziertem Eisballett „The Snow Queen“.
Lynn betätigte sich auch als christliche Motivationsrednerin und verfasste Artikel, um für konservative Politik zu
werben.
Sie ist verheiratet mit Rick Salomon, mit dem sie fünf Söhne hat.

## Ergebnisse
| Wettbewerb / Jahr                | 1967 | 1968 | 1969 | 1970 | 1971 | 1972 | 1973 |
| -------------------------------- | ---- | ---- | ---- | ---- | ---- | ---- | ---- |
| Olympische Winterspiele          |      | 9.   |      |      |      | 3.   |      |
| Weltmeisterschaften              |      | 9.   | 5.   | 6.   | 4.   | 3.   | 2.   |
| US-amerikanische Meisterschaften | 4.   | 3.   | 1.   | 1.   | 1.   | 1.   | 1.   |